# Алексеевка (Аксубаевский район)
Алексе́евка — деревня в Аксубаевском районе  Республики Татарстан Российской Федерации. 

## География
Деревня расположена в 27 километрах к юго-востоку от посёлка городского типа Аксубаево.

## История
Деревня основана в начале 1920-х годов. Входила в состав Кутушской волости Чистопольского кантона ТАССР. С 10 августа 1930 года в Аксубаевском, с 1 февраля 1963 года в Октябрьском, с 12 января 1965 года в Аксубаевском районах.

## Население
| 1926 | 1938 | 1949 | 1958 | 1970 | 1979 | 1989 | 2000 |
| ---- | ---- | ---- | ---- | ---- | ---- | ---- | ---- |
| 160  | 240  | 240  | 279  | 304  | 228  | 161  | 181  |

## Экономика
Полеводство, скотоводство.

## Социальная инфраструктура
Начальная школа, клуб, библиотека.